# اوهلر
اوهلر (به آلمانی: Uhler) یک شهر در آلمان است که در راین-هونسروک واقع شده‌است. اوهلر ۳۹۶ نفر جمعیت دارد.